# Опобо-английская война
Опо́бо-англи́йская война́ — борьба народа иджо в 1870—1887 гг. против британской торговой и территориальной экспансии в дельте Нигера на территории современной Нигерии.

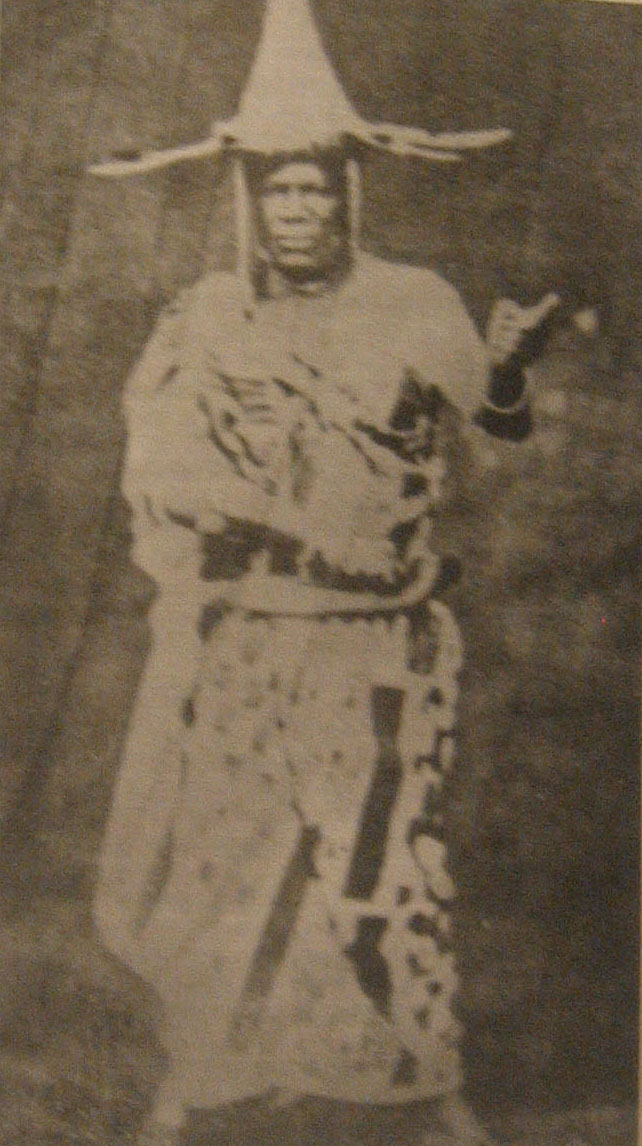
Джа-Джа (1821–1891)

В 1869 году бывшие рабы из государства Бонни во главе с Джа-Джа создали государство Опобо. Джа-Джа принадлежала монополия на торговлю пальмовым маслом в восточной части дельты Нигера. Поводом для войны стало то, что Джа-Джа перестал пускать торговцев из Бонни в глубинные районы страны.
Дельта Нигера была центром работорговли, поэтому этническая территория иджо получила название Невольничий берег. Город Бонни был одним из основных рынков рабов в Западной Африке. На смену работорговле пришла торговля пальмовым маслом, и уже в 30-х годах XIX века Бонни крупным центром торговли этим продуктом. Многочисленные лодки торговцев из Бонни поднимались по реке до Эбо (Игболенда), где масло скупалось у местного населения. Продавая затем его европейцам по значительно более высоким ценам, африканские посредники обеспечивали себе высокую прибыль. Крупными торговцами были короли и вожди. В середине XIX века торговый оборот Бонни составлял 500 тыс. фунтов стерлингов в год, а личный доход короля от торговли пальмовым маслом — 15—20 тыс. фунтов стерлингов. Африканцы-посредники, вступавшие в контакт с населением глубинных районов, обычно отдавали в обмен на пальмовое масло и слоновую кость товары, полученные у европейских купцов — хлопчатобумажные ткани, огнестрельное оружие, металлические изделия и другие. Существовала особая форма кредита — «траст». Европеец давал в кредит («доверял») африканцу-посреднику набор товаров на значительную сумму на срок от шести месяцев до года, а иногда и до двух лет. Товары предоставлялись обычно африканцам, пользовавшимся «хорошей репутацией», то есть, как правило, крупным опытным торговцам или начинающим, поручителями которых выступали первые. Но иногда товары давались в кредит незнакомым лицам, что несомненно свидетельствовало о стремлении европейцев расширять торговлю. Стоимость товаров английского производства, предоставлявшихся в кредит местным торговцам, была довольно велика; только торговцы Бонни в середине XIX века имели в своём распоряжении английские товары на сумму свыше 80 тыс. фунтов стерлингов.
В ноябре 1870 года флотилия британских катеров обстреляла прибрежные поселения Опобо. В 1873 году Великобритания признала Опобо и Джа-Джа, как его правителя, был подписан договор, по которому на территории Опобо запрещалось европейцам основывать торговые фактории. Договор неоднократно нарушался. В 1884 году Джа-Джа признал британский протекторат побережья Нигера. К 1885 году в «торговой империи» была создана единая система торговли, все нити которой сходились к Опобо. В крупных торговых центрах существовали фактории, склады, крепости, где находились военные отряды. Джа-Джа создал армию из 4 тысяч воинов-африканцев, обменивая у европейцев на пальмовое масло пушки, ружья и порох. Джа-Джа заключил военный союз с правителями государств Бонни, Калабар и Брасс (на острове Брасс-Айленд). Формирование обширного государственного образования иджо и превращение его в центр консолидации антибританских сил представляло серьёзную помеху колониальной экспансии. Летом 1887 года корабли британской эскадры устроили морскую блокаду Опобо. Джа-Джа подписал договор о неограниченной свободе торговли для британских компаний в Опобо. В сентябре 1887 года катер британского консула с военным отрядом, направлявшийся для захвата Опобо, попал в засаду африканцев. 12 сентября 1887 года на переговорах британцы захватили Джа-Джа и доставили на британский корабль. Джа-Джа был сослан на остров Сент-Винсент в Вест-Индии. После захвата Джа-Джа, к Опобо были отправлены несколько канонерок, огнём которых был уничтожен главный город, оборонительные сооружения по обеим сторонам реки и многие селения. В 1889 году земли иджо были включены в Протекторат Масляных Рек. Власть перешла британскому консулу, возглавлявшему администрацию протектората.